# Ionia (Michigan)
Ionia è un comune degli Stati Uniti d'America, situato nello Stato del Michigan, nella Contea di Ionia, della quale è anche il capoluogo.